# Seznam dirkačev v motociklizmu (J)
- Olivier Jacque
- Sid Jensen